# Ophichthus menezesi
Ophichthus menezesi är en fiskart som beskrevs av Mccosker och Böhlke, 1984. Ophichthus menezesi ingår i släktet Ophichthus och familjen Ophichthidae. Inga underarter finns listade i Catalogue of Life.